# 다이촌 (고치현)
다이촌(일본어: 田井村)은 일본 고치현 나가오카군에 있던 촌이다. 

## 역사
- 1889년 4월 1일 - 정촌제 시행에 의해 12촌의 구역으로 성립하였다.
- 1955년 3월 31일 - 모리촌, 나가오카군 다이촌과 합병해 도사군 도사촌이 성립, 동일 지조지촌은 폐지되었다.

## 참고 문헌
- 角川日本地名大辞典編纂委員会,『角川日本地名大辞典 39 高知県』1983, 角川書店